# Račić (Bihács)
Račić (szerbül: Рачић) szerb falu Bosznia-Hercegovinában, Bihács községben, a Bosznia-hercegovinai Föderáció Una-Szanai kantonjában.

## Fekvése
Bihács központjától légvonalban 16, közúton 19 km-re délkeletre fekszik. Kosta Kovačević 1887-ben így ír róla: Račićban pedig szokás szerint, mint más falvakban is szétszórtan állnak a házak, de többnyire plébániai hely. Ljutoč magas dombja, ami inkább mint egy magas torony magasodik főlé, egyben hegyvidéki területté is teszi. Račićban a házak kicsik és alacsonyak, melyek a dombok közötti völgyekben fekszenek, úgyhogy inkább azt mondaná az ember, hogy egyáltalán nincsenek. Veliki Račićtól északról délre Pošavgai, egy keskeny völgyön keresztül a domb közelében fekszik Ljutoča, majd egy kis szigetecske mellett, amelyet az út mellett erdő vesz körül Mali Račićhoz érünk. Mali Račićnak mindössze 6 háza van, olyanok, mintha valami hegyi üstben lennének. Azt mondják hogy Mali Račićban volt egy kolostor, amelyről ma már keveset tudunk. A patak közelében van egy hely, melynek neve: „Kaluđersko mlinište”, ahol a kolostor malmai voltak. Veliki Račićnak van egy melegvizű forrása, amit Svetinjának (szentélynek) vagy Ilidžának neveznek. Egyéb adat
nincsen róla, és az emberek sem tudnak mit mondani róla. Azt mondják, hogy Račic onnan kapta a nevét, hogy amikor még egyetlen ház sem volt a mai Račić faluban, egy férfi telepedett le ott több fiával. Ez az ember nagyon dacos és hősies viselkedésű volt, nem hagyta magát mindenki által eltaposni, és a fiai is ugyanilyenek voltak. Nem akartak engedelmeskedni a szpáhiknak, sem harmadokat adni nekik, ezért a szpáhik „raci”nak (engedetlen) hívták őket és utódaik róluk kapták a „Raciće” nevek. Majd a falujukat is lassanként így hívták.

## Népessége
| Nemzetiségi csoport | Népesség 1991 | Népesség 2013 |
| ------------------- | ------------- | ------------- |
| Szerb               | 274           | 0             |
| Bosnyák             | 0             | 0             |
| Horvát              | 4             | 0             |
| Jugoszláv           | 8             | 0             |
| Egyéb               | 0             | 0             |
| Összesen            | 286           | 0             |

## Nevezetességei
- Račić az Una Nemzeti Park egyik egyik meseszerű szeglete, vonzó és csábító turisztikai célpont. Egy nagyon jellegzetes helye, öt természetes folyami sziget a Japodi-szigetek. Az öt folyami sziget a körülötte található vízesésekkel és az Una-folyó természeti szépségeivel mesebeli tájat varázsol a látogató elé.[3]

- Állítólag Mali Račićban egy szerb ortodox kolostor volt. A kolostornak ma nincsenek nyomai vagy maradványai, de van egy hely, ahol a legenda szerint a kolostor volt. A patakon is van egy hely, amit „Kalu čersko mlinište”-nek hívnak, és a nép a mai napig úgy őrzi és tiszteli, mint egyfajta szentélyt. Azt mondják, egyszer rablók támadták meg a kolostort, hogy a szerzeteseket rabszolgává tegyék és kirabolják, de a szerzetesek és a vének ékesszóló és beszédes emberek voltak, és bemutatták nekik a másvilág bűnöseinek szörnyű gyötrelmeit és bajait, mire azok megígérték, hogy továbbra is a kolostor őrzői maradhatnak. Bosznia elestével és az oszmánok bevonulásával a kolostor szerzetesei egy dalmát kolostorba menekültek, és az oszmán csapatok felégették az épületeket. Így abból a kolostorból semmi sem maradt, csak a puszta szóbeszéd.[4]

- Határában a 941 méter magas Mali Ljutoč nevű hegy két csúcsa között valószínűleg vaskori település állt. A hegy északi lejtőin őskori cseréptöredékeket találtak, de a település pontos helye a mai napig nincs meghatározva.[5]